# DJ Drama
Tyree Cinque Simmons, född i Philadelphia, Pennsylvania, mer känd vid sitt artistnamn DJ Drama, är en hiphopartist från Atlanta, Georgia. Han är officiell DJ för Grand Hustle/Atlantic Records-artisten T.I. och är mest känd för sina mixtapes, bland annat den framgångsrika Gangsta Grillz-serien och Dedication 2, vilken av New York Times blev utsedd till en av de 10 bästa inspelningarna 2006. Han är av albansk och jamaicansk härkomst.
DJ Dramas debutalbum, Gangsta Grillz: The Album, släpptes i december 2007 genom Grand Hustle. Den första inofficiella singeln från albumet, "Takin Pictures", gästades av Young Jeezy, Willie The Kid, Jim Jones, Rick Ross, Young Buck och T.I., medan den första officiella singeln, "5000 Ones", med Nelly, T.I., Young Joc, Willie the Kid, Young Jeezy och Twista, debuterade på BET.
DJ Drama äger Aphilliates Music Group tillsammans med DJ Don Cannon och DJ Sense. År 2006 fick gruppen skivkontrakt med Asylum Records.

## Diskografi

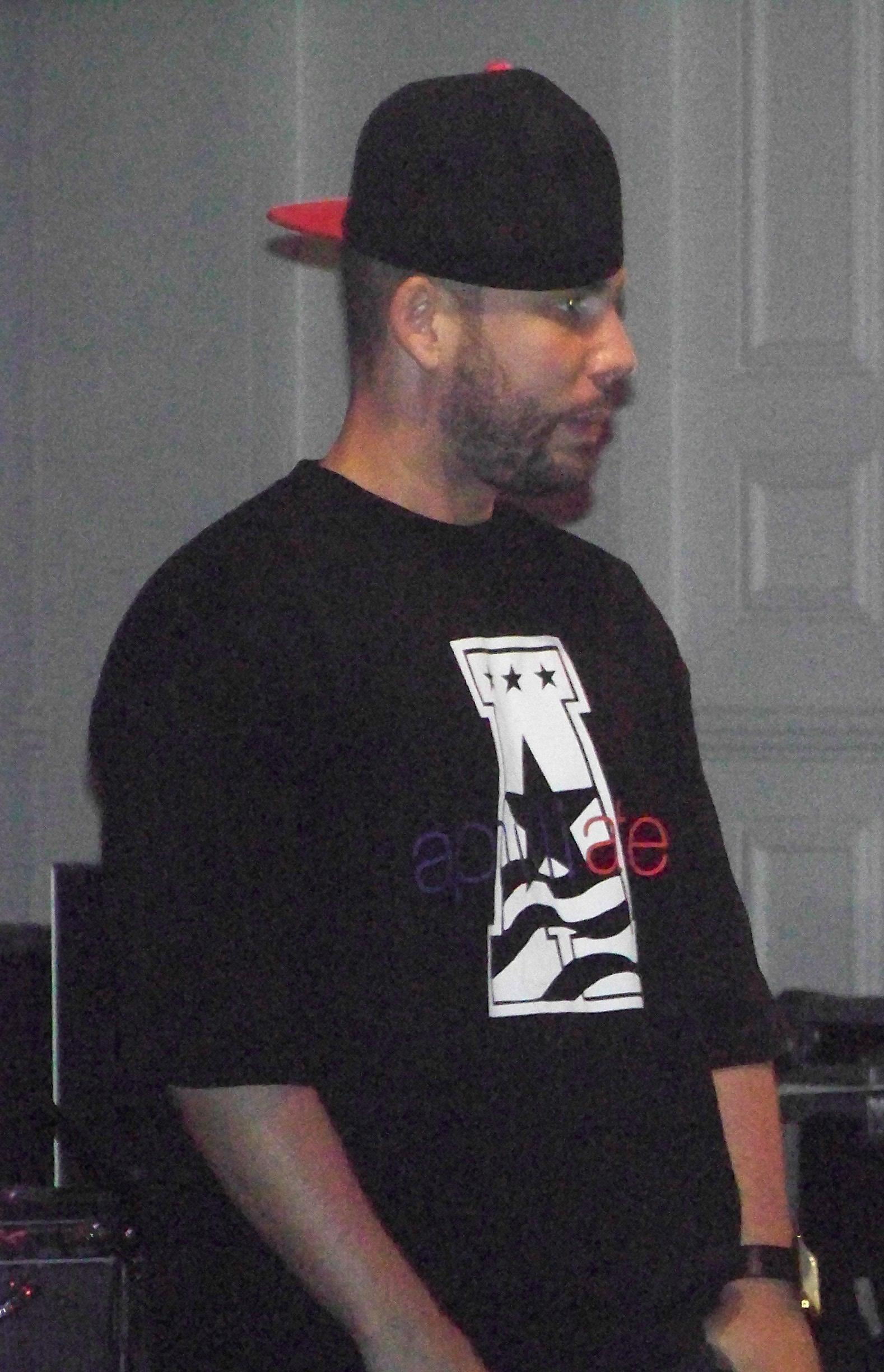
DJ Drama

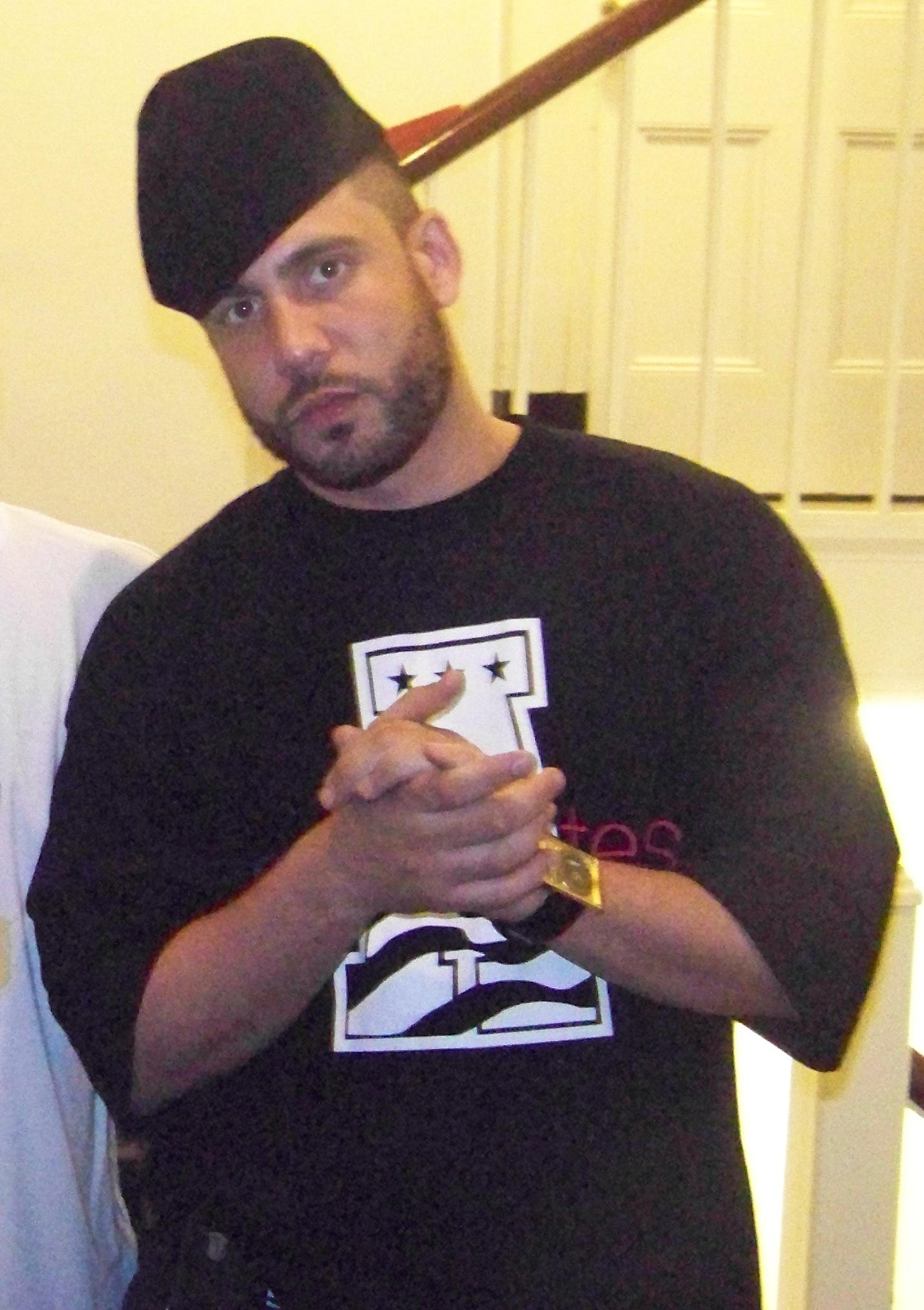
DJ Drama

### Studioalbum
- 2007: Gangsta Grillz: The Album
- 2009: Gangsta Grillz: The Album II

### Mixtapes

#### Tillsammans medLil Wayne
- 2005: Dedication (Gangsta Grillz)
- 2006: Dedication 2
- 2008: Dedication 3
- 2009: Dedication 4

#### Andra mixtapes
- #1 Draft Pick med D. Fresh
- Blood in a Gangsta's Grill med G-Unit
- The Preview med Ludacris
- Welcome to the Traphouse  med Young Buck
- Hood Generals med B.G.
- Culinary Art School med OJ da Juiceman & DJ Holiday
- Kings of Queens med Ron Artest
- Gangsta Grillz: The Movie med Gucci Mane
- Trap or Die  med Young Jeezy
- I Told U So med Yo Gotti
- Bottom to the Top med Plies
- Tha Blue Carpet Treatment Mixtape  med Snoop Dogg
- The Leak  med T.I.
- 4th Ward Day  med Slick Pulla
- Gangsta Grillz 16
- Interstate Trafficking 5.0 med Evil Empire
- Down med the King! med P$C
- Can't Ban the Snowman med Young Jeezy
- American Gangsta Part 2 med Gorilla Zoe
- Election Day med Slick Pulla
- Gangsta Grillz Vol. 17
- I Am the Street Dream med Young Jeezy
- All Hail the King med Katt Williams
- Heavy in the Streets 12 med DJ Scream
- Soundtrack to the Streets Pt. 8 med DJ Thoro & Big Mike
- We Got It for Cheap Vol. 3 med The Clipse & Re-Up Gang
- The Notorious L.A.D med La The Darkman
- Underworld Rise med Brisco & E-Class
- The City Is in Good Hands med Snoop Dogg
- There Is No Competition med Fabolous
- Definition of a G med Yo Gotti & Gucci Mane
- Full Circle med Tha Dogg Pound
- The Greenhouse Effect med Asher Roth[5]
- Boss Basics med Slim Thug
- Untitled med Meek Millz
- Aphilliasion med DJ Giovanny, Don Cannon, DJ Green Lantern, DJ Sense, La The Darkman & Willie The Kidb